# Notholca gaigalasi
Notholca gaigalasi is een raderdiertjessoort uit de familie Brachionidae. De wetenschappelijke naam van deze soort is voor het eerst geldig gepubliceerd in 1970 door Kutikova.